# Амімона
Амімона (грец. Αμυμώνη — бездоганна) — одна з дочок Даная, яких під час посухи в Аргосі батько послав на пошуки води, наказавши будь-якими способами власкавити Посейдона
Бігаючи в лісі за ланню, Амімона порушила сон сатира, і він почав переслідувати її. Посейдон, якого Амімона покликала на допомогу, кинув у сатира свій тризубець. Сатир утік, а тризубець застряг у скелі. Посейдон, довідавшись, що Амімона шукає води, звелів вирвати із скелі тризубець. З утворених тризубцем отворів заструменіла вода. Спочатку це джерело називали ім'ям Амімони, згодом Лернейським. Від Посейдона Амімона народила сина Навплія. Можливо, Амімона інша назва Великої Матері в Лерні, осередку культу Данаїд.
Міф про Амімону Есхіл вибрав сюжетом для однієї із своїх драм.